# Antiguraleus pulcherrimus
Antiguraleus pulcherrimus é uma espécie de gastrópode do gênero Antiguraleus, pertencente a família Mangeliidae.